# Міклешть (Молдова)
Міклешть (рум. Miclești) — село у Кріуленському районі Молдови. Адміністративний центр однойменної комуни, до складу якої також входить село Стецкань.

## Населення
За даними перепису населення 2004 року у селі проживали 1468 осіб.
Національний склад населення села:
| Національність   | Кількість осіб | Відсоток   |
| ---------------- | -------------- | ---------- |
| молдавани румуни | 1450 13        | 98,8% 0,9% |
| росіяни          | 3              | 0,2%       |
| українці         | 1              | 0,1%       |
| гагаузи          | 1              | 0,1%       |
| Всього           | 1468           | 100%       |